# Laguna de Guatavita
La laguna de Guatavita est un lac situé en Colombie, dans le département de Cundinamarca, à une soixantaine de kilomètres au nord de la ville de Bogota.

## Géographie
La laguna de Guatavita se trouve dans la municipalité de Sesquilé, au nord de Guatavita. Elle est située à 3 000 mètres d'altitude dans la cordillère Orientale des Andes colombiennes. 
Sa forme circulaire laisse à penser qu'elle occupe le fond d'un cratère météorique, mais cette particularité n'est pas confirmée.

## Histoire
La laguna de Guatavita était un lac sacré pour la civilisation précolombienne des Chibchas qui y célébraient des cérémonies dans lesquelles le Cacique se baignait couvert d'or, qu'il laissait dans l'eau, et les autres personnes assistant à la cérémonie jetaient également des joyaux et de l'or dans les eaux du lac.
C'est là l'une des origines de la légende de l'Eldorado. La célèbre barque Chibcha exhibée au musée de l'or est l'une des preuves que ce type de rituel avait lieu dans les lacs de la région.
La laguna de Guatavita fut découverte en 1537 par le conquistador espagnol Gonzalo Jiménez de Quesada. Différentes tentatives furent effectuées en 1545 et en 1580 pour récupérer l'or gisant au fond du lac.
En 1801, Alexander von Humboldt visita le lac.

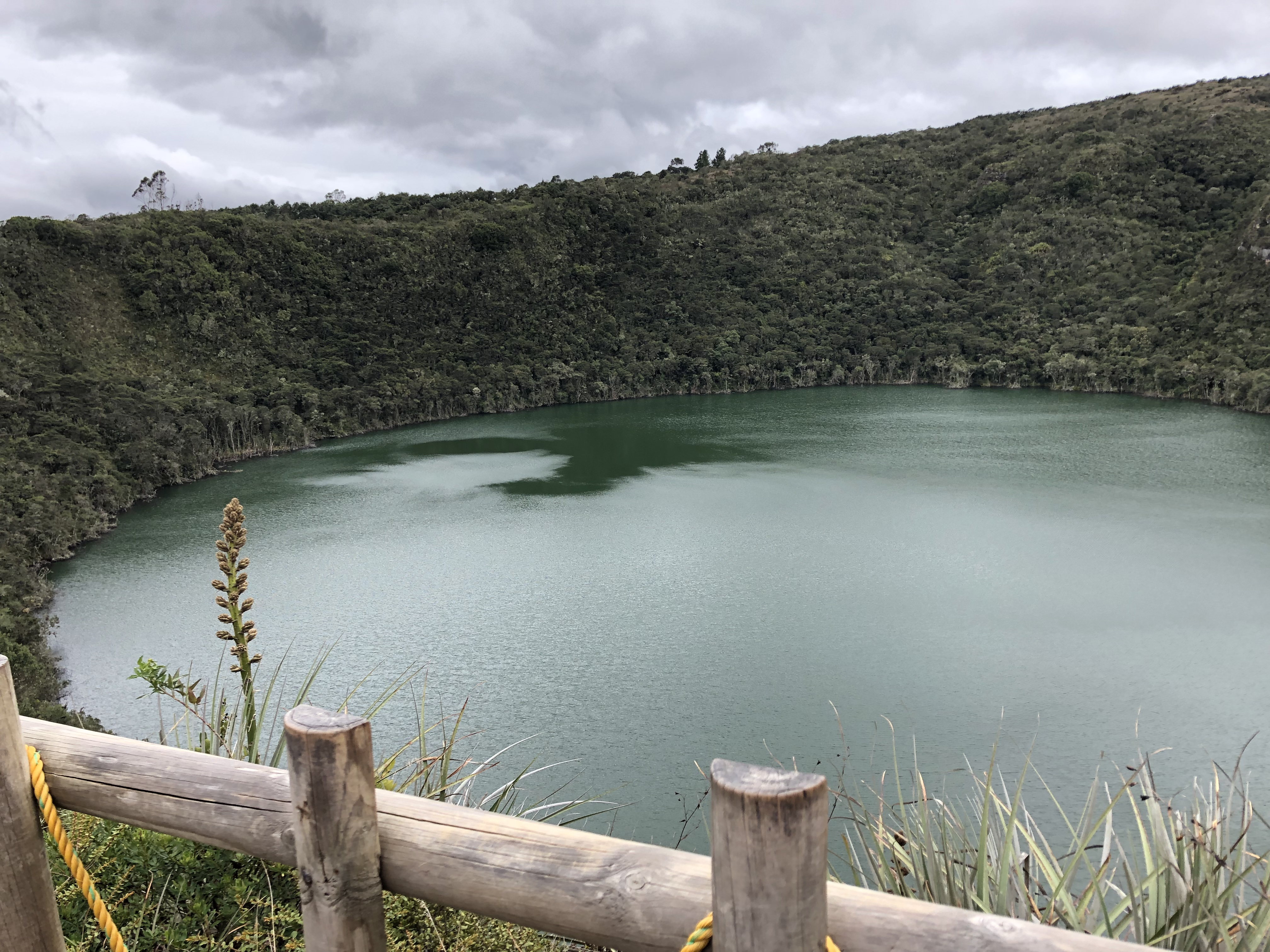
Le lac de Guatavita.
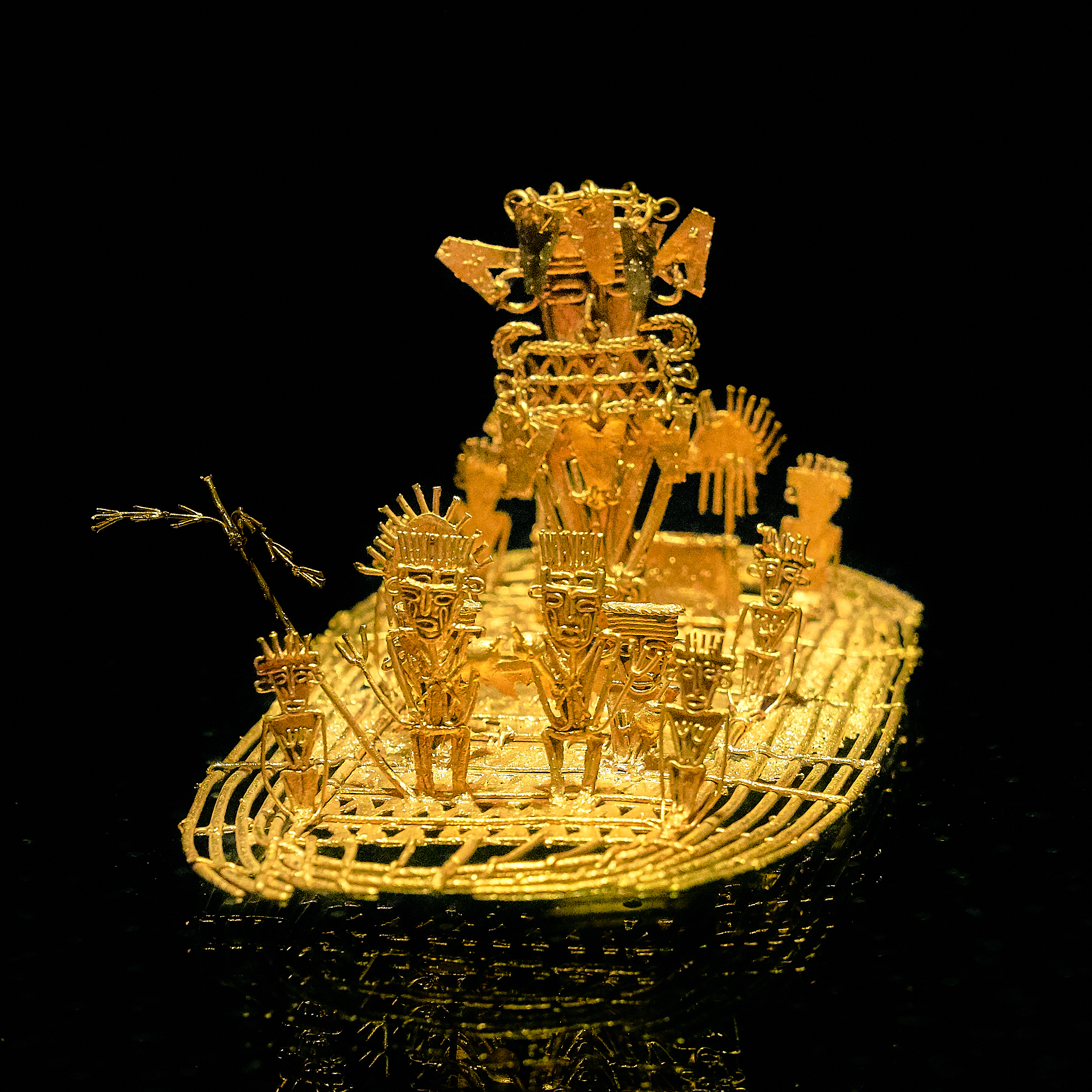
Pièce d'orfèvrerie précolombienne.